# Ragga
A ragga a raggamuffin szó rövidítése (a ragamuffin jelentése pedig mezítlábas, rongyos, szakadt, utcán élő ember, azaz gyakorlatilag csövi. Maga a szó már Shakespeare-nél fölbukkan – IV. Henrik, 1. felvonás –, utána a modern korban többek között Mark Twainnél és Upton Sinclairnél is.) A dancehall és a reggae metszetében kialakult műfaj, amelynek hangszerelése főként elektronikus.
Az első idetartozó mű valószínűleg Wayne Smith "Under Me Sleng Teng"-je (producer: King Jammy, amely 1985-ben hatalmas népszerűséget hozott az előadónak.
A ragga lehet a dancehall reggae szinonimája is. Egyes források szerint a szót nem használják Jamaicán, csak Európában és az Amerikai Egyesült Államokban, ezeken a területeken viszont népszerűbb, mint a dancehall.
A Raggát sokszor összetévesztik magával a rasta életstílussal, pedig maga a Ragga csak az a zenei műfaj melyben a rasta életstílusúak megtalálják önmagukat.

## Néhány ragga MC
| - Ninjaman - Supercat - Papa San - Anthony B - Sizzla - Capleton - Damian Marley - Stephen Marley - Ragga Muffianismo - Baby Cham - Junior Reid - Buju Banton - Mr. Vegas - Mad Lion - Spragga Benz - Pato Banton - Al Beeno - Beenie Man - Bounty Killer - Charlie Chaplin - Cocoa Tea - Copy Con - MoZe - Cutty Ranks - Daddy Freddy - DJ Collage - Elephant Man - Lady G - Lady Saw - Wayne Wonder - Ini Kamoze - Ragga Oktay |  | - Papa Dee - Raggademente - Sean Paul - Spice - Tanya Stephens - Shabba Ranks - Tony Rebel - Rupee - Shaggy - Shinehead - Wayne Smith - Snow - Tippa Irie - Vybz Kartel - Irie - Yellowman - Barrington Levy - Patra - Pozitív (Sitgan, Surda) - Junior Kelly - Ragga Saw - Tony Matterhorn - General Levy - General Degree - Apache Indian - Skindred - Natty Congo - Fidel Nadal - Voice Mail - Macka Diamond - Wayne Marshall - Mad Cobra |